# 格拉比
50°51′7″N 28°45′5″E / 50.85194°N 28.75139°E
格拉比（烏克蘭語：Граби），是烏克蘭的村落，位於該國北部日托米爾州，由科羅斯堅區負責管轄，始建於1540年，面積1.19平方公里，海拔高度185米，2001年該村落人口208。